# Christian Conrad Sophus Stemann-Charisius
Christian Conrad Sophus (von) Stemann-Charisius (født 27. maj 1816 i Aabenraa, død 9. april 1895 i Eutin) var en dansk-preussisk embedsmand.
Han var søn af amtmand og kammerherre Otto Johan Stemann (1774-1865) og  Augusta Mathilde Andrea Kaas (med Muren), blev hofjunker, 1845 kammerjunker, dr.jur., 1852 konstitueret og 1854 virkelig kontorchef i Ministeriet for Hertugdømmerne Holsten og Lauenborg, 1857 konstitueret og 1860 udnævnt til amtmand i Neumünster Amt.
Efter den 2. Slesvigske Krig gik han over til Preussen og blev amtsdommer i Neumünster. Han tiltrådte 1889 Det Charisiske Fideikommis (Stamhuset Constantinsborg) og erholdt 25. maj 1889 kgl. tilladelse til at føre navnet Stemann-Charisius og det friherrelige Marselis'ske våben i forbindelse med sit eget.
4. juni 1850 ægtede han Wilhelmine Rosalie Laura friherreinde von Medem (14. juli 1822 i Berlin - 25 december 1893).